# Tendrement vache

Tendrement vache est un film de Serge Pénard sorti en 1979.

## Synopsis
Un cultivateur cauchois qui vient de perdre sa femme, qu'il aimait beaucoup, croit la reconnaître dans une vache de son cheptel. Il y voit la réincarnation de la défunte et décide de se racheter en faisant mener à l'animal une existence qu'il pense « convenable » mais totalement décalée. L'entourage et le voisinage constatent la perturbation du fermier mais se heurtent à bien des difficultés pour le raisonner.
Le film a été tourné dans « le triangle d'or Cauchois », à Beuzeville-la-Grenier à la ferme « Des Petits Clos ».

## Fiche technique
Sauf indication contraire, les informations mentionnées dans cette section peuvent être confirmées par la base de données cinématographiques IMDb,  présente dans la section « Liens externes ».
- Réalisateur et scénariste : Serge Pénard
- Musique du film : Jacques Erdos, Jo Pescheux, Jean-Claude Weill
- Société de production : Fichier électronique du spectacle
- Format : Couleur (Eastmancolor)
- Pays de production : France
- Genre : Comédie
- Durée : 94 minutes
- Date de sortie :	
  - France : 4 juillet 1979

## Distribution
- Jean Lefebvre : Henri Duchemin
- Bernard Menez : Pierre Ganet
- François Dyrek : André Legent
- Isabelle Gauthier : Élisabeth Legent
- Luc Delhumeau : le cafetier
- Jacques Alric : le docteur Duval
- François Viaur : le curé
- Jean Louvel : le notaire
- Denise Bailly : la fleuriste
- Yves Belluardo : un paysan

## Autour du film
Dans la série H, Sabri (Ramzy Bedia) possède une affiche du film en poster dans son appartement, épisodes Une histoire de voiture, Une histoire d'appartement. L'intrigue de l'épisode est aussi un clin d'œil au film, Sabri traitant non plus une vache, mais un chien, avec autant d'égards qu'un être humain, ce qui énerve son ami Jamel.
Le film est une référence du navet dans le monde du cinéma Français. De nombreux spécialistes du cinéma Français (dont la critique) placent même ce film en première position des plus grands nanars français.